# Twój Market
Die Twój Market Sp. z o.o. ist ein polnisches Einzelhandelsunternehmen, das Supermärkte unter dem Namen Twój Market (Eigenschreibweise twój MARKET, deutsch: Dein Markt) betreibt. Das Unternehmen, das seinen Sitz in Kazimierz Biskupi hat, betreibt heute (Stand: Januar 2024) fast 60 Filialen und ein Logistikzentrum.

## Geschichte

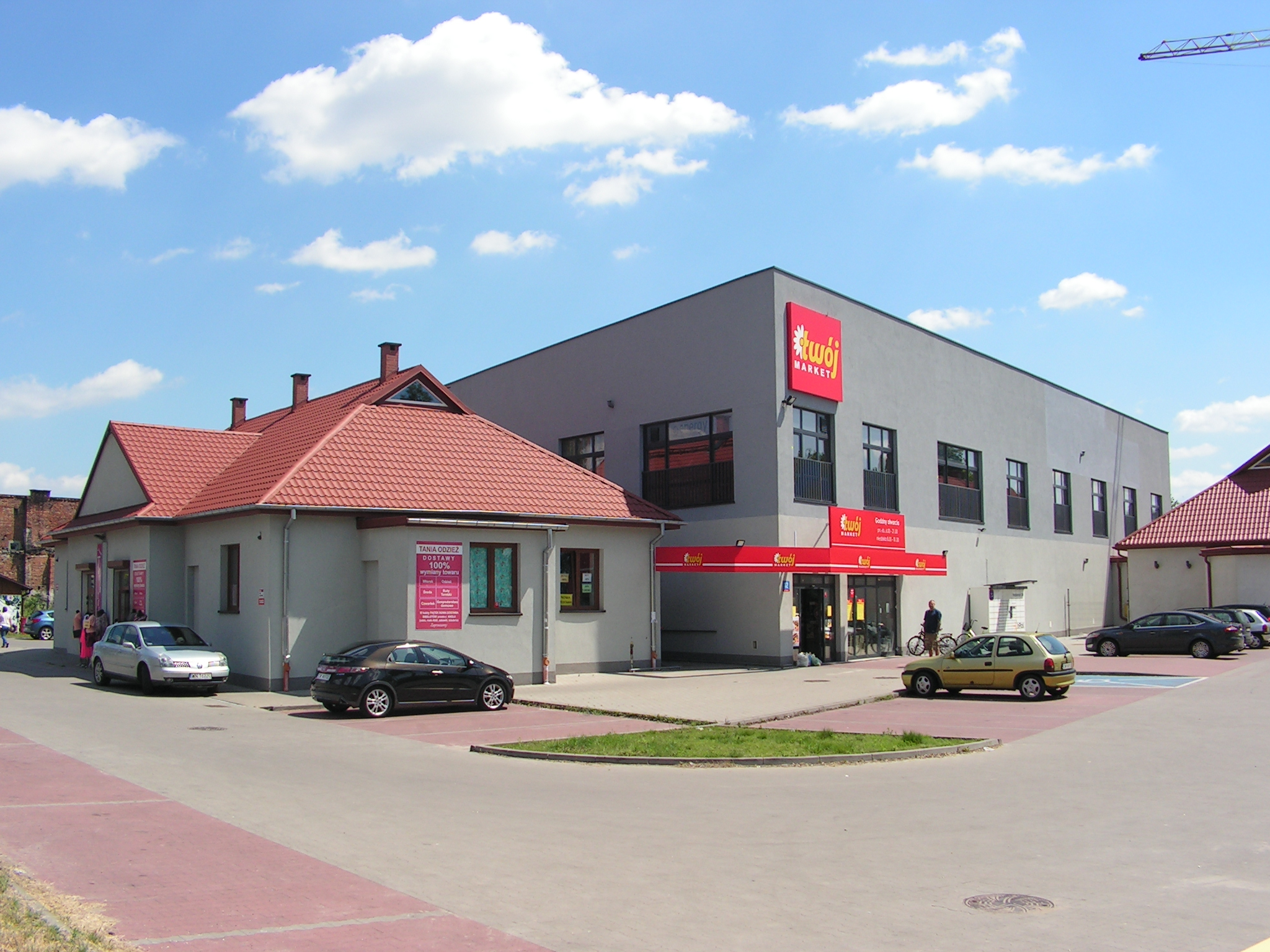
Twój Market-Filiale in Włocławek, erbaut 2017

### Unternehmensgründung und erste Entwicklung (1991–2012)
Die Geschichte des Unternehmens ist eng mit der Familie Białecki verknüpft, die bis heute Eigentümer der Kette sind. Gründer Karol Białecki und seine Ehefrau eröffneten 1991 in Budzisław Kościelny eine Metzgerei. Białecki konnte, durch steigende Kundenzahlen, das erwirtschaftete Geld investieren und übernahm 1999 eine Bäckerei in Kleczew. Einst betrieb man Märkte, die zu Polomarket gehörten. Den heutigen Namen Twój Market erhielt die Kette im Jahr 2004, als es zur Konsolidierung bei Polomarket kam und Białecki beschloss seine damals acht Märkte unter einem eigenen Namen weiterzuführen. Im März 2012 konnte man die Kette Viki (Eigenschreibweise: VIKI), die zuvor zum Unternehmen Trapex gehörte, übernommen. Am 13. Oktober 2012 eröffnete mit dem zweiten Standort in Bydgoszcz die 30. Filiale der Kette.

### Weitere Expansion und heutige Situation (2013–)
Aus der Einkaufsgemeinschaft Polska Grupa Supermarketów trat man im Mai 2013 aus. Den Meilenstein von 40 Filialen erreichte man am 5. März 2016 mit der Eröffnung einer neuen Filiale in Kleczew. 2017 entstand neben dem bestehenden Logistikzentrum ein Betrieb zur Herstellung von Fleisch- und Feinkostprodukten. Das 57 Standorte umfassende Filialnetz erstreckt sich heute (Stand: Januar 2024) über die Woiwodschaften Großpolen und Kujawien-Pommern. Anfang Januar 2020 trat man der Einkaufsgemeinschaft Polska Grupa Detalistów bei. Für das Geschäftsjahr 2022 wurde ein Umsatz von fast 566,8 Millionen Złoty gemeldet. Im Februar 2023 vermeldete man den Baubeginn eines Tiefkühl-Hochregallagers neben dem Zentrallager.

## Handelsmarken
Das Unternehmen vertreibt in seinen Supermärkten Produkte aus eigener Herstellung unter verschiedenen Handelsmarken.
- Blisko Natury: Obst und Gemüse
- Browar Kleczewski – Kopalnia Piwa: Bier
- Cukiernia Białecki: Kuchen, Torten und Desserts
- Kuchnia Białecki: Fertiggerichte
- Piekarnia Białecki: Brot und Brötchen
- Spiżarnia Białecki: Molkereiprodukte
- Wędzarnia Białecki: Fleisch- und Feinkostprodukte